# Musikprojekt
Ein Musikprojekt ist eine musikalische Zusammenarbeit, die sich auf ein bestimmtes Ziel beschränkt, wie die Produktion von Tonträgern, Filmmusik, aber auch wohltätige und weitere soziale Zwecke. Durch diese Orientierung unterscheidet sich das Musikprojekt von Musikgruppentypen wie der Band oder dem Orchester, die in der Regel über eine unbestimmte Zeitdauer zusammenarbeiten.
Der Übergang zwischen Musikgruppe und Musikprojekt ist allerdings fließend. In der elektronischen Musik können Musikprojekte eine ähnliche Öffentlichkeitswirkung haben wie eine Band. In der sozialen Arbeit gibt es dagegen Musikprojekte mit pädagogischen oder therapeutischen Zielen.